# 青淵文庫
青淵文庫（せいえんぶんこ）は、東京都北区西ヶ原の飛鳥山公園、旧渋沢家飛鳥山邸（曖依村荘）内にある書庫。

## 概要
渋沢栄一の傘寿（80歳）および子爵への陞爵を祝って、1925年（大正14年）に竜門社（現・渋沢栄一記念財団）が寄贈した建物である。設計は当時中村・田辺建築事務所に所属していた田辺淳吉、施工は清水組（現・清水建設）が担当した。「青淵文庫」という名称は、栄一の雅号である「青淵」から採られた。2階建てであり、建築段階では1階を閲覧室、2階を書庫とする予定だったが、建設途中の1923年（大正12年）に発生した関東大震災によって所蔵予定であった資料が焼失してしまった。そのため、実際には1階の閲覧室を応接間として用い、内外の賓客の接待などに利用された。
同じく旧渋沢家飛鳥山邸に残る晩香廬と共に、アーツ・アンド・クラフツ運動の精神が具現化された貴重な建築作品である。2005年（平成17年）12月27日に、国の重要文化財に指定された。

## 歴史

### 建設
栄一はかつて江東区深川福住町に本邸（旧渋沢家住宅）を構えていた。しかし、1879年（明治12年）に北区飛鳥山に別荘地として飛鳥山邸を新たに設け、その後1898年（明治31年）5月にこれを本邸とするための工事を開始した。1901年（明治34年）に庭園を含めた敷地面積約8500坪の全体が完成し、飛鳥山邸を本邸とした。
1920年（大正9年）3月16日、栄一は傘寿（80歳）を迎え、同年9月4日に子爵へ陞爵した。同年11月23日にそれを記念した祝賀会が開かれ、そこで傘寿及び子爵への陞爵を記念して竜門社から文庫を献呈することが決定した。場所の選定と構造の設計を行ったのち、1922年（大正11年）3月2日に地鎮祭を行い、同年4月5日に建設が開始された。設計は田辺淳吉、施工は清水組が担当した。
工事中であった1923年（大正12年）9月1日、関東大震災が発生し、完成間近であった建物に破損が生じた。また、日本橋兜町に置かれていた渋沢事務所（現：日証館）が震災の被害を受け全焼し、その影響で文庫に所蔵予定であった徳川慶喜の伝記『徳川慶喜公伝』の編纂に使用した資料や、漢籍『論語』関連の書籍を焼失した。1924年（大正13年）後半に工事は再開され、煉瓦壁の内側に耐震用の鉄筋コンクリート壁を増設する構造補強がなされた。
1925年（大正14年）5月18日、青淵文庫が竣工した。同年10月25日には献呈式が挙行され、栄一及び240人余りの参会者が来訪した。式は午後1時30分に始まり、業務報告と醵金者名簿贈呈がされたのち、献呈の辞が述べられた。
1926年（大正15年）11月7日、栄一は青淵文庫の贈呈者一同を飛鳥山邸に招き、答礼園遊会を開催した。午後2時半に栄一の挨拶をもって開始され、天ぷらやホットドッグ、中華料理などの模擬店が出された。

### その後の利用
前述の震災により所蔵予定の資料が焼失したため、名前に「文庫」と冠しながらも実際には栄一が内外の賓客を接待する建物として利用された。文庫が竣工してから栄一が亡くなる1931年（昭和6年）までに、救世軍創立者のブースやインドの詩人であるタゴール、中華民国の政治家で後に中国国民党総裁となった蔣介石など、さまざまな人物が訪れた。
1931年（昭和6年）に栄一が亡くなった後、遺言により飛鳥山邸の土地および建造物は竜門社に遺贈された。邸内の諸道具の整理などが済まされたのち、1933年（昭和8年）に竜門社によって曖依村荘授受式が行われ、同年11月11日より飛鳥山邸の一般公開が開始された。公開は庭園のみで、文庫含む各建物の外観のみを観覧することができた。
栄一の死後、孫の渋沢敬三が栄一の意を継いで「論語」をはじめとする漢籍の収集を進めており、文庫に所蔵された。その後1963年（昭和38年）に約5800冊にも及ぶ漢籍類が日比谷図書館に寄贈され、現在は「青淵論語文庫」として東京都立中央図書館に収められている。文庫に所蔵されていた書物の一部は流出しており、現在も蔵書票が貼られている図書が古書店に並ぶことがある。
1945年（昭和20年）4月13日、太平洋戦争による城北大空襲により、飛鳥山邸の本邸などほとんどの施設が焼失したが、青淵文庫及び晩香廬は焼失を免れた。
1964年（昭和39年）には、文庫が竜門社の事務局として用いられることとなり、それに伴って全面的な改修が行われた。電気および給排水の整備や各部屋の床・天井・壁の素材変更や張替え・塗り替えがなされたが、同系色の色調や破損した部材の類似品を使用するなど、概ね創建時の姿を継承したものとなった。
1982年（昭和57年）、一部改修工事が行われたのち、11月に渋沢史料館として公開された。文庫内には3つの展示室があり、それぞれ栄一の事績を中心とした史料が展示された。1997年（平成9年）12月に本館が新しく建設され、翌1998年（平成10年）3月の開館とともに文庫は資料を所蔵する史料館別館として用いられることとなった。
史料館本館が新築された後より文庫の保存修理工事の検討が進められ、1999年（平成11年）に実測および資料調査が開始された。2002年（平成14年）4月には建築史家で東京大学工学部教授（当時）の鈴木博之を委員長とした青淵文庫保存修理工事検討委員会が設置され、竣工までに全4回開催された。そして同年5月7日に実際の工事が始まり、翌2003年（平成15年）3月27日に工事が完了した。
1998年（平成10年）2月、北区政50周年事業の一環として選定された北区景観百選に「青淵文庫(渋沢史料館)」として認定された。20年後の2019年（令和元年）7月にはみんなでつくる北区景観百選2019が選定され、「青淵文庫と晩香盧」として晩香盧とともに認定された。
2005年（平成17年）12月27日、「旧渋沢家飛鳥山邸」の棟の一つとして国の重要文化財に指定された。それに伴い1999年（平成11年）に選定されていた東京都選定歴史的建造物から解除された。
2017年（平成29年）3月31日、東京都より特に景観上重要な歴史的建造物等に指定された。

## 建物
関東大震災の被害による設計変更により、煉瓦造と鉄筋コンクリート造が組み合わさった特徴的な構造となっている。2階建てであり、1階には閲覧室と予備室、記念品陳列室があり、2階には書庫がある。外壁には全体に「月出石」とよばれる静岡県の天城山で採られた安山岩を芋目地で貼っている。前面には床面に那智黒石を埋め込んだ露台が張り出しており、周囲には「壽」の文字をモチーフとした鋳鉄製の手すりが取り付けられている。

### 閲覧室
1階に位置し、名前の通り書物の閲覧に使用される予定であったが、震災による漢籍の消失により実際には賓客への接待などに使用された。床面はチーク材が貼り詰められ、その上に「壽」の文字や竜、コウモリがデザインされた絨毯が敷いてある。壁や天井は石膏飾りで縁取られている。
部屋の露台側には窓が4枚あり、その上部にある欄間には渋沢家の家紋にちなんだ「柏の葉」や雲、唐草などのデザインが組み合わさったステンドグラスが嵌まっている。縁取りには陶板が使用されている。外の列柱には葉を図案化したタイルを貼られ、窓の開口まわりの石には唐草文様が刻まれている。

### 階段室
半円筒形の吹き抜けの空間に回り階段がめぐっており、1階の予備室と2階の書庫を結んでいる。手すり子はアール・デコ風のデザインがあしらわれている。1階の入口の上部にはイオニア風の渦巻き飾りが施されている。

### 書庫
2階に位置し、栄一の蔵書を保管する予定だったが、収録するはずだった書籍の大部分は震災により焼失した。現在でも鋼製の書棚が並んでいる。

## アクセス
- JR京浜東北線・東京メトロ南北線 王子駅 徒歩5分[40]
- 東京メトロ南北線 西ケ原駅 徒歩7分[40]